# Колуцкие
Колуцкие (пол. Kołudzki) — польский дворянский род герба Помян, владевший поместьями в Куявском воеводстве.
Из рода Колуцких известны:
1. Шимон (Симон; 1565—1647)[1] — краковский каноник и королевский секретарь, с 1638 председатель коронного трибунала. Опубликовал «Constitutiones et decreta diocesana in Synodi Plocensi etc.».
2. Августин — земский судья иновроцлавский (умер в 1720), опубликовал «Promptuarium legum et constitutionum Regni ас Magni Ducatus Lithuaniae etc.» (Познань, 1699); «Thron ojczysty albo patac wiecrności w Krótkiem zebraniu monarchów» (Познань, 1707, 2 изд. 1727). Последнее сочинение побудило И. А. Залуского опубликовать «Specimen historiae polonae criticae constans animadversionibus in historiam Ludovici Poloniae et Hungariae regis ab Aug. K. descriptum» (1733).